# Assedio di Galle (1640)
L'assedio di Galle del 1640, o assedio del forte di Santa Cruz di Galle, fu un assedio combattuto presso la città di Galle (attuale Sri Lanka) nel 1640, nell'ambito della guerra olandese-portoghese e della guerra cingalese-portoghese. Il forte di Galle, comandato da 282 locali, conteneva al proprio interno le terre più fertili per la coltivazione della cannella di tutta l'area dello Sri Lanka meridionale Esso era anche un punto strategico per il controllo del Ceylon portoghese. Gli olandesi, alleati con il regno di Kandy, sbarcarono con un corpo di spedizione straordinario comandato dal commodoro Willem Jacobszoon Coster ad Akersloot, nella baia di Galle, l'8 marzo 1640. Dopo aver bombardato il forte per quattro giorni consecutivi, le truppe olandesi lo assaltarono e si assicurarono la vittoria il 13 marzo 1640. La guarnigione portoghese, guidata dal capitano Lourenço Ferreira de Brito, oppose una strenua resistenza e le perdite straordinariamente alte tra gli olandesi diedero ragione della nascita del proverbio "Oro a Malacca, piombo a Galle". Con questa vittoria gli olandesi ottennero accesso al grande porto di Galle che utilizzarono poi come base militare per attaccare Goa ed altri porti portoghesi nell'India meridionale. Gli olandesi ebbero inoltre accesso alle riserve di cannella cingalese che sfruttarono a loro vantaggio.

## Antefatto

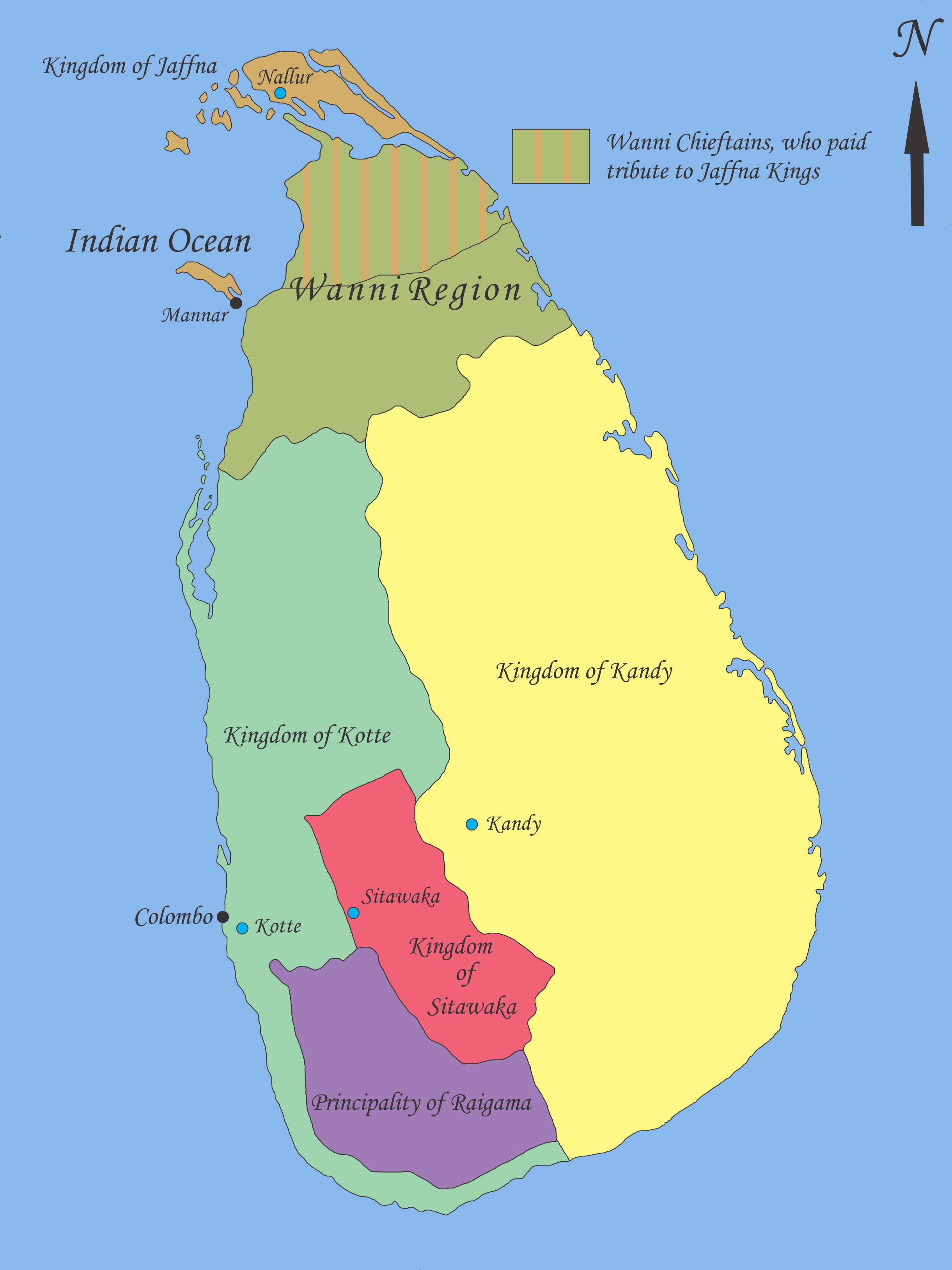
Mappa politica dello Sri Lanka poco dopo la spoliazione di Vijayabahu nel 1521. Nel 1538, Sitawaka annetté il principato di Raigama.

I portoghesi giunsero nello Sri Lanka nel 1505 e stabilirono delle relazioni commerciali col regno di Kotte. Eressero una fortezza a Colombo e vi posero una guarnigione. Nel 1521, durante gli eventi che divennero noti col nome di “Spogliazione di Vijayabahu”, i tre figli del re di Kotte, Vijayabahu VII, si ribellarono all'autorità del loro padre e lo uccisero. Questi divisero il regno tra di loro dando vita a tre regni minori, Kotte, Sitawaka e Raigama. Le successive rivalità tra questi regni diede ai portoghesi l'opportunità di venire coinvolti nella loro politica interna. Nel 1557, il regno di Kotte divenne uno stato vassallo del Portogallo. Nel 1591, il regno di Jaffna venne soggiogato e nel 1594, Sitawaka venne annesso al territorio portoghese. Dall'aprile del 1594, solo il regno di Kandy rimaneva indipendente per la conquista completa dello Sri Lanka da parte dei portoghesi.
I portoghesi invasero il regno di Kandy nel 1594, nel 1602 e nel 1630, ma vennero sconfitti in tutte e tre le occasioni dai kandyani. Nel frattempo, dopo l'attacco del 1602, degli inviati olandesi si portarono in visita a Kandy e dal 1638 vennero sottoscritti dei negoziati per un'alleanza tra gli olandesi ed i kandyani. Un esercito portoghese, guidato da Diogo de Melo de Castro, invase Kandy per catturare il regno prima che l'alleanza venisse ufficializzata. Ad ogni modo, l'esercito portoghese venne annientato il 28 marzo 1638 nella decisiva battaglia di Gannoruwa. Nel frattempo, la flotta olandese giunse nello Sri Lanka il 2 aprile 1638 e prese contatti coi kandyani. Priorità venne data alla presa dei forti di Batticaloa e Trincomalee. Questi forti erano situati nel territorio kandyano ed erano stati costruiti dieci anni prima dai portoghesi in violazione del trattato di pace che esisteva tra loro e la popolazione locale.

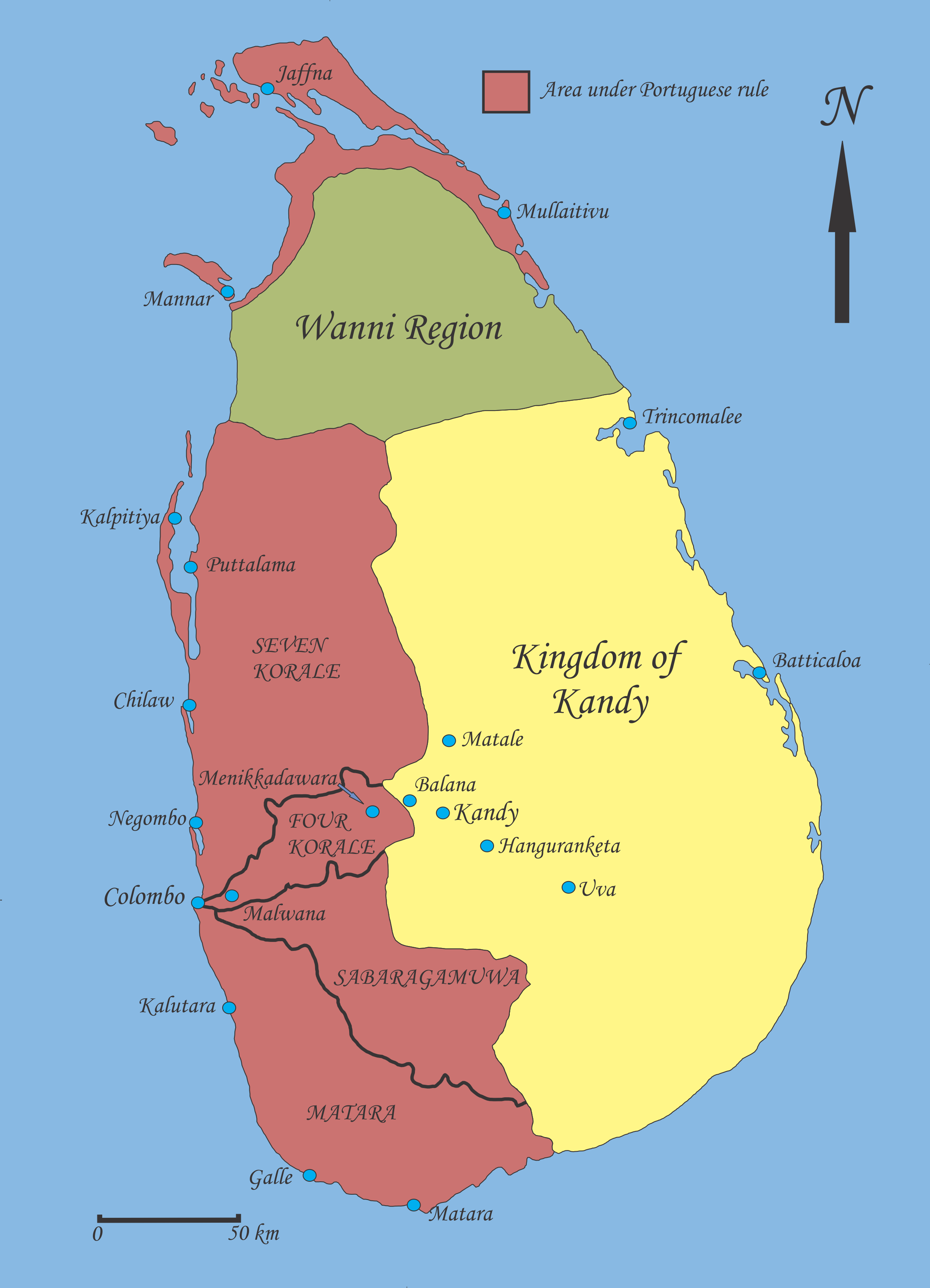
Mappa politica de jure dello Sri Lanka all'inizio del XVII secolo

Il 18 maggio, dopo essere stato assediato per otto giorni dalle forze combinate olandesi e kandyane, il comandante portoghese consegnò il forte di Batticaloa. Cinque giorni dopo, il 23 maggio 1638, un trattato venne siglato stabilendo ufficialmente un'alleanza tra olandesi e kandyani. Il 2 maggio 1639, dopo un assedio di 40 giorni, gli olandesi catturarono il forte di Trincomalee ed il 9 febbraio 1640 un esercito combinato olandese-kandyano assaltò e catturò anche il forte di Negombo. Dalla fine di febbraio, tutto era pronto per assediare Galle ed il suo forte.
Goa, quartier generale delle forze portoghesi in Asia, era rifornita annualmente da Lisbona di uomini per la propria guarnigione. Queste risorse vennero poi distribuite anche in altre fortezze olandesi con convogli che giungevano due volte all'anno, a maggio ed a settembre. Ad ogni modo, la mutua assistenza tra i forti olandesi era una cosa risaputa e norma applicata regolarmente.
Nel 1636, Antonio van Diemen venne nominato governatore generale della Compagnia olandese delle Indie orientali. Sotto la sua leadership la strategia navale olandese subì cambiamenti importanti. Dal 1636, van Diemen annualmente inviò una flotta a bloccare il porto di Goa, sfruttando quest'opportunità per attaccare altri punti dei possedimenti portoghesi nell'area, evitando così l'arrivo di altri aiuti. Egli utilizzò questa strategia anche in Sri Lanka e dopo la distruzione dei potenti galeoni portoghesi nella battaglia di Mormugão del 30 settembre 1639, gli olandesi furono in grado di infliggere un duro colpo ai portoghesi. Il 14 marzo 1639, in un ordine scritto, Van Diemen dichiarò che era giunto il momento di spazzar via i portoghesi dalle loro fortezze ed assicurare la supremazia olandese nelle Indie.

## Le forze in conflitto ed il forte di Galle

### L'esercito portoghese
Ogni anno i portoghesi facevano giungere dei volontari da Lisbona a Goa, assieme a condannati ed a reclute ordinarie. Dopo un breve periodo di addestramento di base, queste forze venivano distribuite presso vari punti strategici dove solitamente si trovavano dei forti dove avveniva la formazione vera e propria delle truppe per la battaglia.
Oltre alle truppe regolare, i portoghesi avevano l'appoggio dei "Casados", veterani in pensione che si erano spesso sposati ed insediati in loco (da cui il nome di "casados"). In particolari situazioni come spedizioni specifiche o assedi, questi venivano richiamati in servizio se necessario. Gli indigeni che combattevano nelle file dei portoghesi erano detti "Lascarini". Questi combattevano sotto un loro capo provinciale chiamato "Dissawe" che doveva necessariamente essere un portoghese. L'esercito portoghese si serviva anche di mercenari reclutati nell'India meridionale o in Africa.
I portoghesi utilizzavano in particolare l'archibugio come arma da fuoco, mentre i locali utilizzavano spade e scudi di loro fattura. Comparando i moschetti olandesi con gli archibugi portoghesi, lo storico portoghese Queiroz disse "... gli archibugi non facevano un danno comparabile ai moschetti [olandesi]." Le truppe portoghesi di Ceylon non indossavano armature ed alcune combattevano addirittura senza scarpe.

### L'esercito olandese

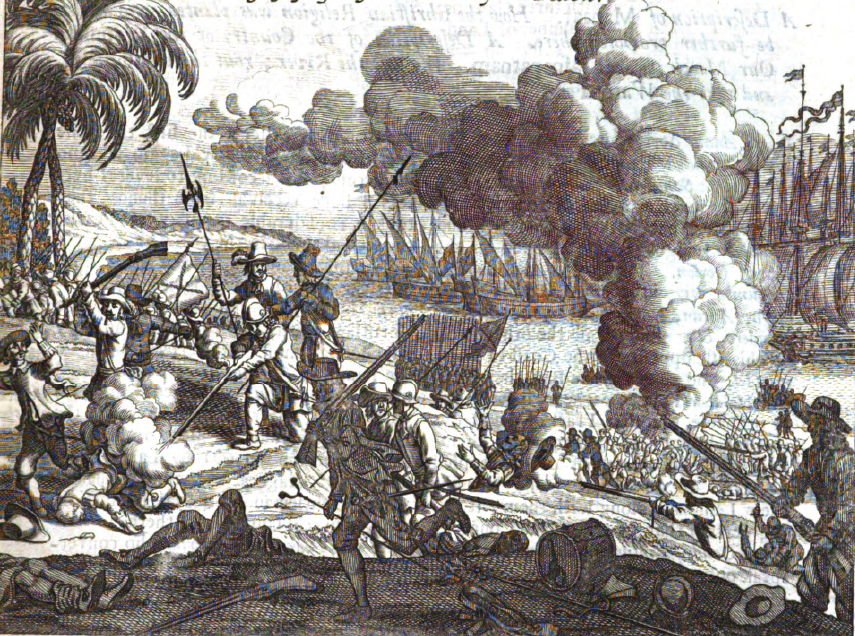
Truppe olandesi nella battaglia di Mannar (1658).

Per quanto gli storici definiscano genericamente le forze provenienti dai Paesi Bassi come "olandesi" in realtà l'esercito della Compagnia olandese delle Indie orientali era estremamente multietnico. Oltre agli olandesi, infatti, vi erano tedeschi, inglesi, scozzesi, irlandesi e francesi nelle loro file. In contrasto con le truppe portoghesi a Ceylon, l'esercito olandese utilizzava tatiche simili ad altri eserciti europei del tempo, formando blocchi di picchieri e moschettieri insieme. Ogni compagnia era composta in media da 100 uomini e supportata da truppe ausiliarie, prevalentemente giavanesi e malesi. Le truppe malesi erano organizzate sotto il comando dei loro stessi capi.
A differenza dei portoghesi, gli olandesi indossavano delle armature composte da corazze ed elmi morioni. L'arma principale erano moschetti a miccia, picche e spade, ma lo storico portoghese Queiroz ha sottolineato come gli olandesi nel corso dell'assedio avessero in uso anche primi esempi di moschetti a pietra focaia.

### Il forte di Santa Cruz de Gale

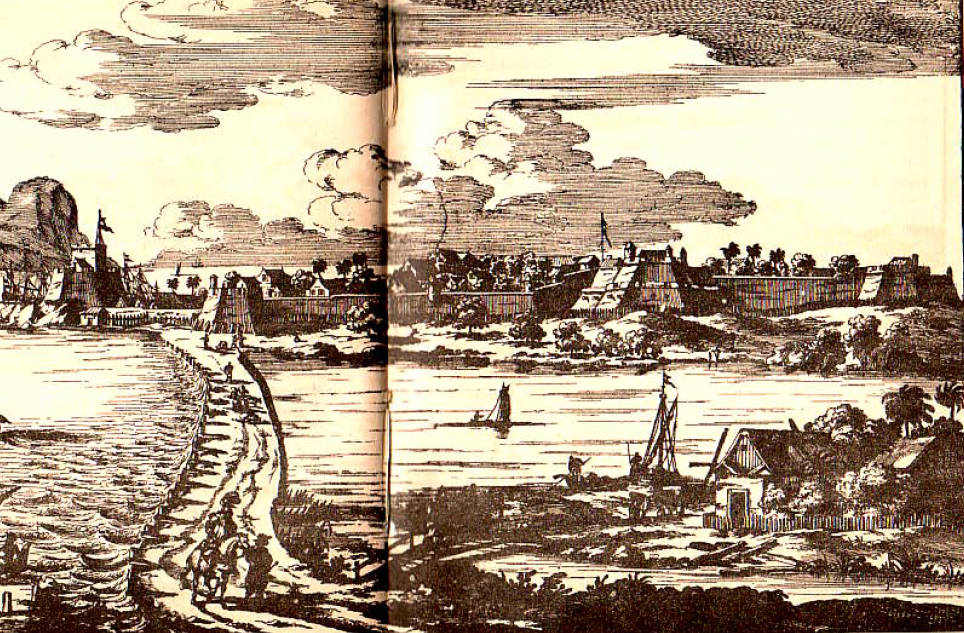
Il forte di Galle tra il 1640 ed il 1667, visto dal bazar. La fortificazione alla sinistra è la "ritirata" con gli alloggi per gli ufficiali. I tre bastioni da sinistra a destra sono quelli di Santiago, Conception e Santo António.

Il forte portoghese di Santa Cruz de Gale era situato su un promontorio nel lato occidentale della baia di Galle. Per quanto posto a una notevole altezza, l'altopiano digradava poi a sud connettendosi con il resto dell'entroterra. Su quest'istmo venne costruito un muro per difendere la baia dal mare aperto, proteggendo così la città di Galle. Tre erano i bastioni che difendevano la città dal mare, chiamati rispettivamente "Santo António", "Conception" e "Santiago". Quello di Santiago era il più piccolo ed era niente più di una piccola terrazza vulnerabile agli attacchi delle granate, un parapetto che connetteva con la ritirata, una fortificazione con le prigioni e gli alloggi degli ufficiali, che però lasciava lo spazio per montarvi 20 pezzi d'artiglieria.
A sud del forte, si trovava il bastione di Santa Cruz, posto di guardia alla parte ovest della baia. All'epoca dell'assedio, ad ogni mood, mancava di cannoni e le mura erano in rovina. Il forte di Galle, circondato dal mare per tre lati, vantava un accesso da nord tramite due cancelli. La Porta da Traição, o porta dei traditori, che era la principale, era difesa da un cavaliere. Ai piedi del bastione di Santiago, vi era un'altra porta chiamata Porta do Muro o Porta del muro, che gli olandesi definirono "porta del bastione principale". Altre due porte garantivano l'accesso al porto del forte.
Il forte di Galle era coperto dal lato ovest da rocce e rilievi. Anche se un gruppo nemico fosse riuscito a sbarcare nei pressi del forte, questo lato era considerato sicuro per la posizione favorevole nella quale il forte si trovava. Il bastione di Santa Cruz difendeva il lato sud, con delle fortificazioni da dodici pezzi. Malgrado questa potenza, il forte di Galle aveva un'intrinseca debolezza, la presenza di un altopiano a nord dove era possibile piazzare una batteria d'artiglieria che, se adeguatamente difesa, poteva lanciare colpi direttamente sul forte.

## Il preludio

### Pianificazione e preparativi

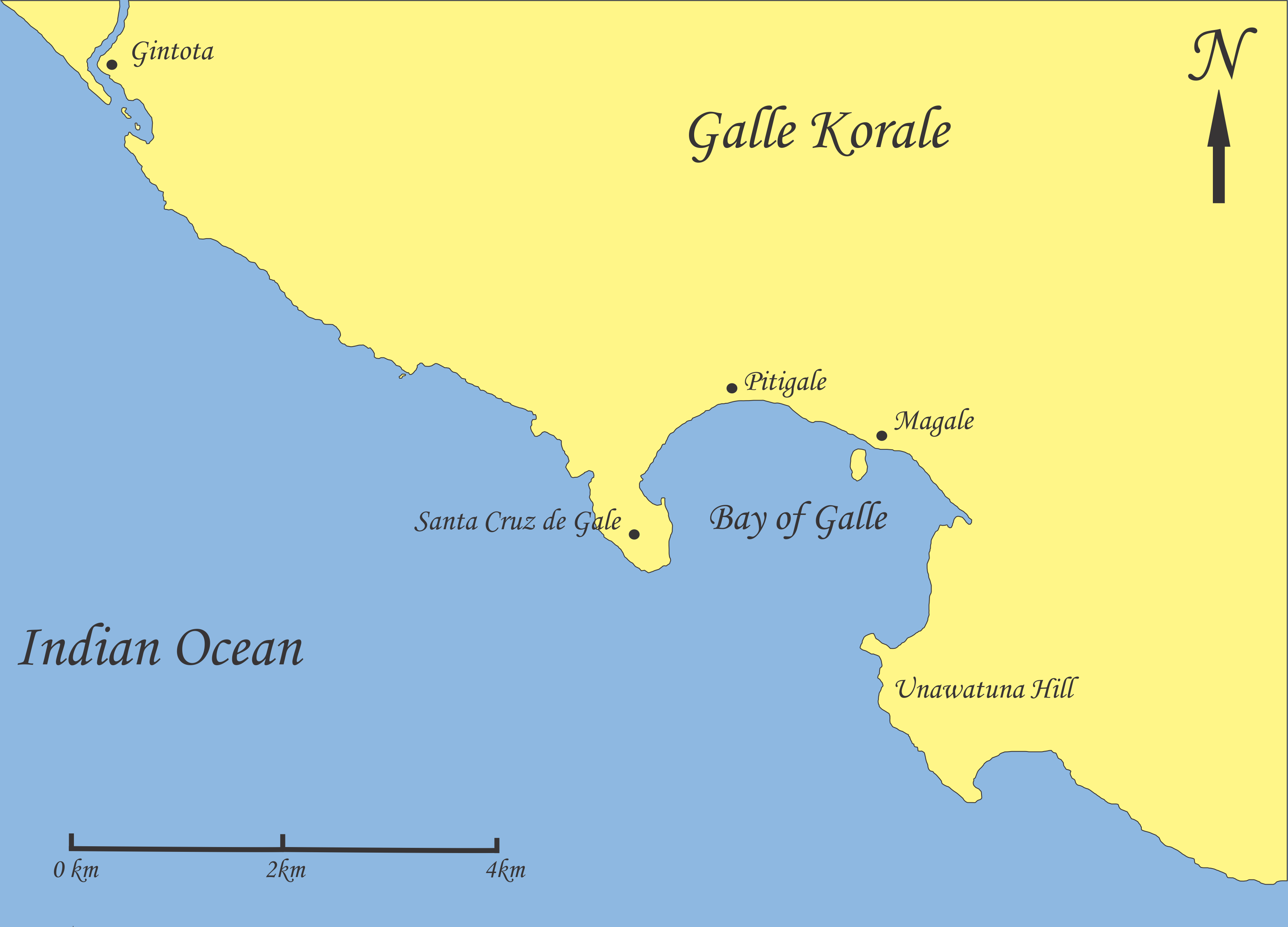
La baia di Galle e l'area circonvicina. Le truppe olandese scelsero Magale, situata oltre il raggio dei cannoni del forte, per sbarcare. Questo altopiano si trovava tra il forte e Pitigale.

La vera mente dietro il progetto dell'assedio fu il commodoro Willem Jacobszoon Coster, secondo in comando del corpo di spedizione olandese in Sri Lanka. Gli olandesi avevano preso informazioni su Galle ed il 14 giugno 1638, scrivendo al governatore generale Van Diemen, Coster delineò la sua idea per l'attacco. La sua idea era quella di sbarcare le sue truppe lontane dal raggio d'azione dei cannoni del forte per sfruttare come si è detto la debolezza del forte in un punto: “... vi è un'altura simile a un promontorio da dove una persona può facilmente sparare coi propri cannoni sulla città e sul forte e, come faremo, gettare granate coi mortai [su di essi].” Van Diemen, rispondendo alla lettera l'11 agosto 1638, ordinò che Galle divenisse l'obbiettivo primario prima ancora della cattura di Colombo. Aggiunse inoltre “... esso [Galle] offre un eccellente porto per vascelli che possono ancorare in qualsiasi momento dell'anno”.
Come da istruzioni ricevute da Van Diemen, una flotta di 11 navi si avvicinò a Galle nel dicembre del 1638. Il loro piano era quello di battere le fortificazioni portoghesi e trovare un luogo adeguato per sbarcare. Un primo tentativo fallì a causa delle forti piogge e del mare burrascoso, ma gli olandesi sbarcarono infine il giorno successivo, distraendo il forte con un bombardamento preventivo, sperando che tutto sarebbe andato per il meglio. Ad ogni modo, il consiglio di guerra olandese voleva ulteriori informazioni prima di procedere con l'operazione e per questo diede istruzioni a Coster affinché "qualora fosse riuscito a fare prigionieri portoghesi, li facesse confessare con le buone o con le cattive" le posizioni locali.
Nel luglio 1639, una flotta di 9 navi era stata inviata a bloccare Goa. Il loro obbiettivo era quello di impedire che ulteriori rinforzi giungessero dall'esterno verso lo Sri Lanka. Il 24 settembre 1639, un corpo di spedizione olandese al comando del direttore Philip Lucasz, lasciò Batavia. Nel frattempo, il 24 ottobre 1639 due navi da guerra olandesi si presentarono al largo di Colombo ed attaccarono i vascelli portoghesi ancorati in loco. Dopo ritardi di diverse settimane a causa di alcune tempeste, Philip Lucasz giunse nel dicembre del 1639 con una forza di 21 navi. Queste sbarcarono gli uomini a bordo a nord di Negombo e sconfissero i portoghesi nella battaglia di Kammala. Successivamente, assieme a un esercito di 15 000 kandyani, presero il controllo di Negombo. Dopo la battaglia, Lucasz si trovò gravemente malato e morì nel viaggio di ritorno a Batavia, lasciando Coster al comando del corpo di spedizione olandese.
I portoghesi non erano preparati ad un assedio. João Rodrigues Leitão, capitano del forte di Galle, era molto malato. Venne succeduto dal capitano casado Lourenço Ferreira de Brito, appena 28 giorni prima dell'arrivo degli olandesi. Egli disponeva solo di 80 casados, 30 miliziani, tre compagnie di Topasses e 300 lascarini per la difesa del sito. L'armeria del forte conteneva ben poca polvere da sparo, 20 tra moschetti e archibugi ed alcune lance. Inoltre, per quanto riguardava l'artiglieria, l'intero forte disponeva di soli dodici cannoni, due mortai e sette falconetti. I cannoni erano di calibro differente (due da 9 chilogrammi, uno da 8, uno da 7, uno da 6 e tre da 2,7 chilogrammi) e richiedevano colpi di diversa grandezza per essere utilizzati. La cassa militare era vuota e pertanto dovettero essere raccolti dei soldi dagli abitanti per pagare le munizioni e le riparazioni necessarie.

### Movimenti per la battaglia
All'inizio di marzo, i generali portoghesi Manuel Mascarenhas Homem e Dom Brás de Castro lasciarono Kochi, con diversi rinforzi in oto navi e 15 galee. 500 cristiani guidati da Cristóvão Teles, un cavaliere dell'Ordine del Cristo, si unirono al gruppo seguendo l'opera zelante del vescovo di Kochi. Tutti si diressero verso Colombo.
Il 1º marzo 1640, una flotta di cinque navi olandesi apparve al largo di Colombo. Il gruppo ancorò proprio di fronte al forte, convincendo i portoghesi di un imminente attacco. Il 5 marzo una seconda lfotta giunse da Negombo e poi salpò verso sud. Non appena le navi uscirono dal porto, il capitano generale António Mascarenhas, governatore di Ceylon, realizzò che questi erano diretti a Galle. Egli organizzò in tutta fretta una forza al comando del capitano maggiore Francisco de Mendonça Manuel, composta da 323 portoghesi ripartiti in 12 compagnie, 1600 lascarini al comando di quattro Dissaw, 200 moschettieri canaresi (sotto il loro capo Rana), e 100 arcieri kaffir.
I rinforzi portoghesi marciarono lungo la costa, attraversando i tre fiumi principali dell'area con l'ausilio di barche. Non incontrarono nessuna resistenza e avanzarono. Ad ogni modo, quando raggiunsero Aluthgama, Mendonça realizzò di non poter raggiungere Galle in tempo e pertanto mandò avanti Francisco Antunes, dissawe di Matara, con un gruppo di lascarini che erano più snelli nel muoversi e difatti riuscirono a raggiungere Galle la mattina dell'8 marzo 1640, appena prima dell'arrivo degli olandesi.

## I primi scontri

### Lo sbarco degli olandesi

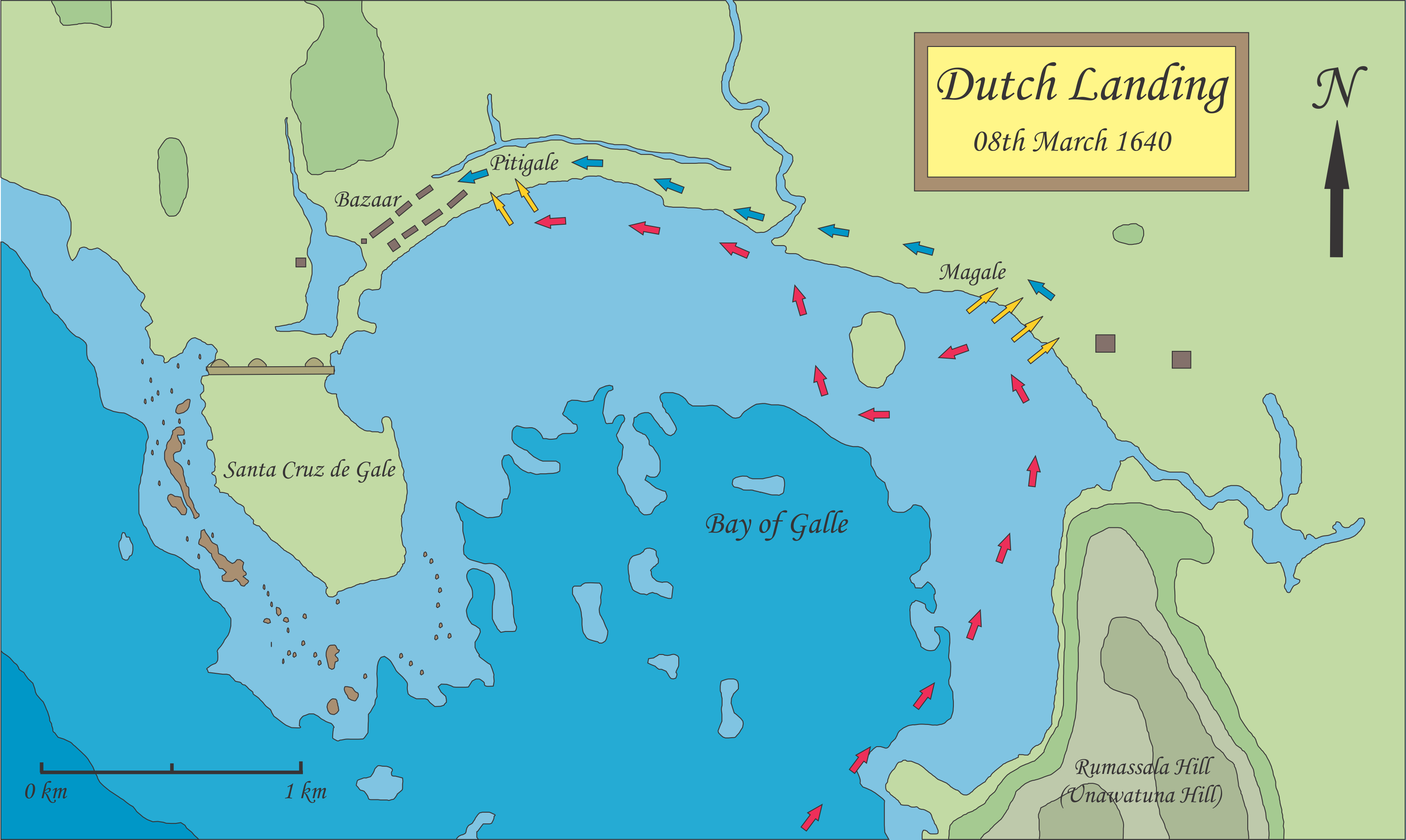
I siti di sbarco degli olandesi. Le frecce rosse indicano il percorso compiuto dalle lance mentre quelle blu mostrano l'avanzata della fanteria olandese. Le lance sbarcarono delle truppe a Megale e l'artiglieria a Pitigale.

A mezzogiorno del giorno 8 marzo, la flotta olandese apparve al largo della costa di Galle. Una volta disposte in formazione di guerra ed aver avvisato il forte con una salve di cannoni, le sei navi continuarono bombardando la fortificazione mentre due pinacce, una scialuppa e diciassette lance entrarono nella baia.
Le manovre vennero compiute presso la collina di Unavatuna (detta anche di Rumassala), rimanendo oltre la portata di tiro del forte. Le due pinacce e la scialuppa continuarono a bombardare dalla spiaggia. Le lance avanzarono sino alla spiaggia e si avvicinarono al punto per lo sbarco. Sotto il fuoco di copertura dell'artiglieria, sbarcarono 700 moschettieri europei e 400 guerrieri malaiani e badnensi in due ondate. Queste truppe erano al comando del commodoro Willem Jacobz Coster. Rapidamente si organizzarono in tre colonne ed iniziarono a marciare su Pitigale. I nativi dell'area vennero informati della presenza di una forza di "350 bianchi", ma Coster decise di proseguire verso Pitigale come pianificato.
Con le lance che si avvicinavano alla baia, il capitano Lourenço Ferreira de Brito (comandante del forte di Galle) inviò una forza al comando di Francisco Antunes a sfondare le trincee di Magale e ad impedire lo sbarco degli olandesi. Questa forza era composta da tre compagnie della guarnigione e dai lascarini. Ad ogni modo, gli olandesi furono efficienti nel loro sbarco ed i portoghesi non poterono fare più di tanto. Quando giunsero sul posto, gli olandesi si erano già posti in formazione da battaglia ed avevano già piazzato i loro cannoni.

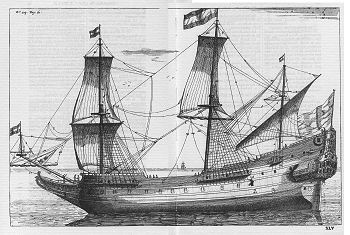
Una pinaccia olandese del XVII secolo.

L'avanguardia delle forze olandesi si scontrò coi portoghesi in ritirata. Durante questa schermaglia alcuni soldati portoghesi vennero presi prigionieri, ma il resto riuscì a ripiegare su Gintota, dove si incontrò con Francisco de Mendoça Manuel col resto dei rinforzi. Le truppe olandesi avanzarono quindi verso Pitigale accompagnate dalle lance che salparono anch'esse dalla baia. I cannoni del forte concentrarono i loro colpi su queste lance. Un colpo dal cavaliere sopra la porta principale (comandata da Vicente Pais de Mendonça) riuscì ad affondare una lancia caricata con diversi pezzi d'artiglieria. Malgrado il continuo bombardamento, ad ogni modo, gli olandesi si acquartierarono nel bazar e le lance riuscirono a sbarcare altra artiglieria presso Pitigale.

### La notte dell'8 marzo
Col calar della notte, una pinaccia olandese fece una prova nella baia, ma i portoghesi aprirono il fuoco dal forte e dopo diversi colpi a vuoto riuscirono a colpirla. La pinaccia perse il suo albero di mezzo e venne costretta a ritirarsi. Gli olandesi comunque compresero come era impossibile avvicinarsi al fronte da quel lato.
Col favore dell'oscurità, le truppe olandesi costruirono una fortificazione presso il bazar e delle trincee per difendere la loro posizione con degli arbusti spinosi per evitare cariche dirette della fanteria nemica, montando inoltre due cannoni con palle da 13 chilogrammi ciascuna, dirigendole contro il bastione di Santiago. Cinque altri cannoni di calibro minore vennero posti nella medesima postazione. Nel frattempo, le lance continuavano a sbarcare altre truppe di terra, rinforzando ancora di più gli olandesi.
Nella notte, una forza portoghese comandata dal capitano Manuel Brás giunse da Matara e riuscì ad entrare nel forte senza essere individuata. Queste forze erano composte da tre compagnie di soldati con alcuni casados, 80 arcieri kaffir e 300 lascarini. Nel contempo, il capitano maggiore Mendonça si mise in contatto col forte e decise di attaccare la posizione nemica la mattina successiva. Spie portoghesi vennero poste ad osservare le posizioni nemiche.
I portoghesi avevano diviso i loro uomini in tre corpi. L'ala destra, composta dalle truppe giunte nella notte da Matara, consisteva in tre compagnie di soldati regolari con i casados, i kaffir e i lascarini sotto il comando di Vicente de Silva, i quali avevano il compito di attaccare la posizione del bazar. L'ala sinistra era comandata dal capitano maggiore Mendoça in persona con una forza composta da otto compagnie di soldati regolari, 200 moschettieri canaersi e diversi lascarini comandati da Francisco Antunes (Dissawe di Matara) e da Francisco da Silva (Dissawe di Seven Korale). Questi avrebbero attaccato le trincee.

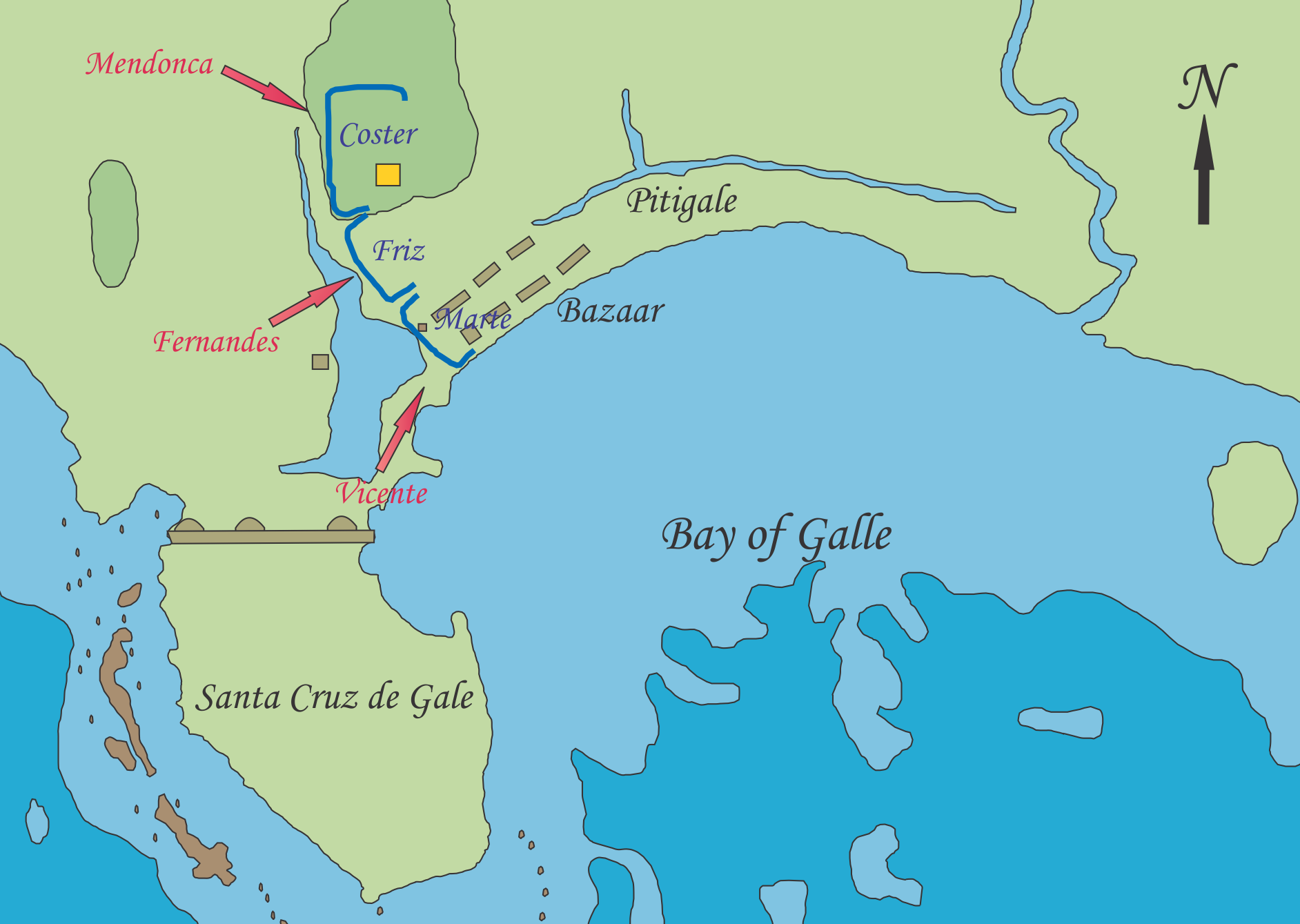
L'attacco portoghese alla posizione olandese.

Al centro, si trovavano quattro compagnie di soldati regolari con alcuni lascarini al comando di António de Fonseca Pereira (Dissawe di Four Korale) e di Francisco de Faria (Dissawe di Sabaragamuwa) che avevano ricevuto l'ordine di attaccare frontalmente il nemico. Secondo il piano queste tre ali avrebbero dovuto attaccare simultaneamente le posizioni olandesi alle prime luci dell'alba, attendendo il segnale dal forte. Le truppe portoghesi silenziosamente si avvicinarono alle linee olandesi e si fermarono a circa due tiri di schioppo, preparandosi all'assalto per tutta la notte.
Dopo lo sbarco, gli olandesi avevano però pagato dei nativi per spiare i portoghesi senza dare nell'occhio e dare loro informazioni sui movimenti del nemico. Gli olandesi pertanto vennero a sapere dei piani d'attacco dei portoghesi. Gli olandesi disposero quindi i loro uomini in tre corpi distinti per ricevere l'attacco. Il capitano Marte con 200 olandesi e 100 bandanesi occupò la posizione dove Vicente avrebbe dovuto attaccare. 300 olandesi e 100 bandanesi al comando del capitano Friz occuparono l'altra posizione. 800 moschettieri europei e un numero imprecisato di bandanesi occupò invece le trincee, al comando del commodoro Willem Jacobz Coster e del maestro de campo Andriao Cornelio.
Prima del sorgere del giorno, Mendonça convocò i suoi uomini per dire loro di mantenere la loro formazione anche di fronte all'avanzata eventuale del nemico, rimanendo poi in attesa del segnale di attacco dal forte.>

### La battaglia del bazar– 9 marzo
All'alba, venne dato il segnale dal forte e tutti e tre i corpi portoghesi assaltarono la posizione olandese. Sul fianco destro, Vicente attaccò lungo la costa. Quando gli olandesi spararono con la loro artiglieria, quasi tutti i kaffir e diversi lascarini abbandonarono la lotta fuggendo. Il resto continuò la carica e catturò la fortificazione con due cannoni. Il capitano olandese Marte venne ucciso nello scontro e le sue unità si ritirarono verso la spiaggia. Alcuni di loro vennero uccisi dai portoghesi mentre fuggivano sulla spiaggia. Dopo aver ricevuto rinforzi, le truppe olandesi si riorganizzarono e contrattaccarono la loro stessa posizione che era si trovava nelle mani dei portoghesi. Per quanto i portoghesi mantenessero la loro posizione, subirono notevoli perdite tra cui due capitani e due portabandiera. Gradualmente gli olandesi guadagnarono terreno e i portoghesi dovettero ritirarsi. Il comandante del forte di Galle, Lourenço Ferreira de Brito, osservava la situazione dal forte e cercò di venire in aiuto ai suoi con un distaccamento al comando di Bartolomeu d'Eça. Con nuove truppe, gli olandesi guadagnarono terreno conquistando nuovamente la posizione nemica mentre Lourenço Ferreira si ritirò nel forte coi feriti.
Al centro, i portoghesi incontrarono una pesante resistenza. Francisco de Faria (Dissawe di Sabaragamuwa) venne ucciso e i suoi lascarini abbandonarono il campo. Il resto delle truppe continuò ad attaccare ed ambo le parti persero diversi uomini senza grossi vantaggi. Sul fianco sinistro, Mendonça attaccò le trincee. I suoi uomini caricarono la batteria diverse volte e dopo aver combattuto per un'ora e mezza, Mendonça riuscì a far sloggiare gli olandesi dalle loro posizioni. Catturò inoltre due pezzi d'artiglieria.

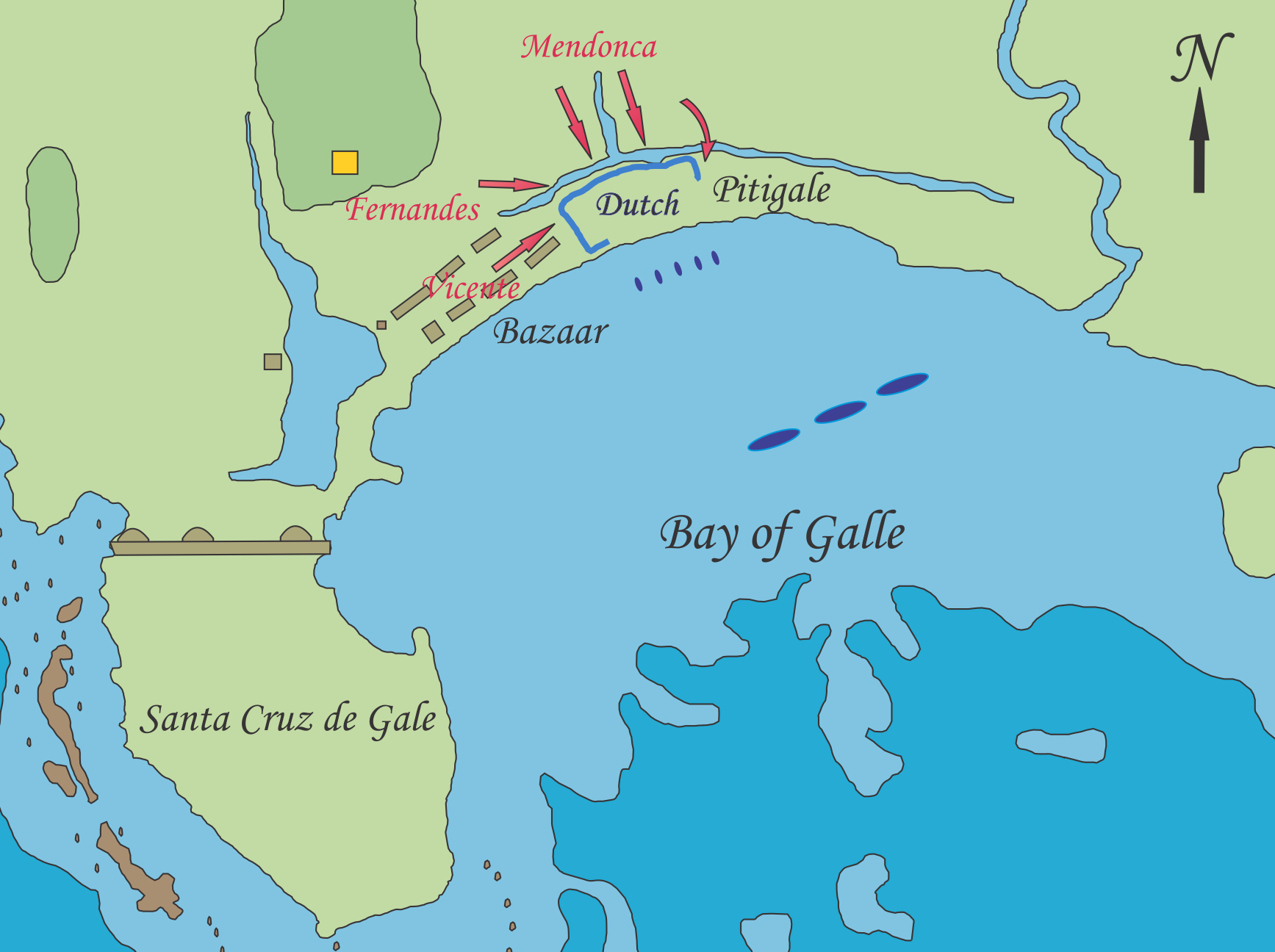
La fase finale dell'attacco portoghese alla posizione olandese.

Ben presto la linea olandese collassò e i difensori vennero scalzati dal bazar. Con l'intento di ricomporsi, si ritirarono dietro un palmeto, ma le truppe portoghesi caricarono gli olandesi. Questi, colti di sorpresa, non poterono non soccombere. Per assicurarsi la vittoria, Mendonça inviò il suo alfiere maggiore, Valentim Pinheiro, con quattro compagnie in una manovra con l'intento di attaccare i soldati rimanenti dal retro.
Gli olandesi vennero costretti alla ritirata verso il mare. In questa fase delle operazioni, gli olandesi persero molti uomini e molti si gettarono a mare per avere salva la vita. Le navi olandesi aprirono quindi il fuoco contro le truppe portoghesi a terra. Le scialuppe e 35 lance vennero in aiuto alle truppe olandesi con forze di riserva, ufficiali e munizioni, raccogliendo i sopravvissuti prima che affogassero. Le navi continuarono a sparare a riva anche con l'uso di moschetti.
Quando un capitano maggiore, armato solo di una spada e di uno scudo, spronava i suoi a continuare l'attacco e ordinava ai suoi di colpire le scialuppe per evitare che gli olandesi potessero portare ulteriore assistenza a quanti stavano lasciando il campo di battaglia, le restanti truppe olandesi si arresero ai portoghesi. Nel contempo, una palla di cannone proveniente da una scialuppa colpì Mendonça alla testa e lo uccise all'istante. Improvvisamente, le truppe portoghesi si ritrovarono senza un capo e senza una direzione chiara. L'attacco dei portoghesi si interruppe e molti, nel panico generale, si ritirarono verso il forte. Molti dei feriti (tra cui il capitano Jorge Fernandes, comandante del gruppo centrale, il capitano João de Sequeira e quattro soldati) vennero abbandonati sul campo e fatti prigionieri quindi degli olandesi.

### L'impatto della battaglia
Settanta soldati portoghesi vennero uccisi nello scontro ("circa sessanta", secondo fonti olandesi). Altri settanta furono i feriti che vennero ritirati al forte. Alcuni feriti vennero presi come prigionieri Non si conoscono le perdite tra i lascarini, i canaresi ed i kaffir.
Sebbene le perdite degli olandesi siano ancora oggi oggetto di dibattito storico, sia le fonti olandesi che quelle portoghesi riportarono comunque un numero consistente di perdite. Lo scrittore olandese Phillipus Baldaeus disse che il combattimento “ci causò non poche perdite tra morti e feriti” mentre lo scrittore portoghese Fernão de Queiroz disse che i morti furono 900 con molti feriti. Il capitano Ribeiro, che prestò servizio nello Sri Lanka dal 1640 al 1658 e personalmente incontrò quanti avevano preso servizio nella battaglia, disse che gli olandesi avevano perso "più di quattrocento uomini". I registri ufficiali degli olandesi danno un resoconto indiretto del fatto: "l'arrivo di 350 uomini due giorni dopo venne accolto come un vero e proprio rinforzo per riportare l'esercito alla sua forza originale".
Sebbene inferiori per numero, le perdite dei portoghesi ebbero un notevole impatto soprattutto per la perdita di molti ufficiali e veterani (come il capitano maggiore Francisco de Mendonça Manuel, il capitano André Monteiro, Francisco de Faria, Dissawe di Sabaragamuwa, ed i capitani Francisco da Silva e Francisco Valadas, oltre a diversi alfieri e sergenti. Il capitano Sebastião d’Orta, comandante del forte di Kalutara, ed i capitani Francisco de Menezes e Manuel Fernandes Madeira vennero feriti durante la battaglia. Il capitano Jorge Fernandes, comandante del corpo centrale, ed il capitano João de Sequeira vennero fatti prigionieri degli olandesi.) Lo scrittore portoghese Queiroz criticò la decisione del comandante di attaccare la posizione del nemico, suggerendo che se gli uomini fossero rimasti nel forte avrebbero meglio difeso la loro posizione senza tentare di aggredire direttamente il nemico.
Gli olandesi ripresero quindi le loro posizioni dopo la ritirata dei portoghesi. Montarono sei cannoni di grosso calibro su un'altura e altri di calibro minore per la difesa. Ripresero poco dopo il bombardamento, avendo come obbiettivo ora i bastioni di Santiago e Conception. Ad ogni modo, per il gran numero di feriti, si trovarono a corto di uomini e dovettero attendere ulteriori rinforzi per proseguire.

### La notte del 9 marzo
Il bombardamento olandese trovò risposta dai tre bastioni ed i portoghesi portarono dell'artiglieria che montarono per incrementare la loro potenza di fuoco contro il nemico. Gran parte dei cannonieri portoghesi erano veterani che avevano prestato servizio sui galeoni, ma malgrado i loro sforzi gli olandesi continuarono a mantenere le loro posizioni.
Nella notte del 9 marzo, il capitano del forte, Lourenço Ferreira de Brito, convocò un consiglio di guerra coi rimanenti comandante dei rinforzi. Egli delineò lo status del forte, i suoi punti di forza e le sue debolezze, gli effetti del bombardamento olandese e i piani per riprendere l'attacco e sbaragliare gli olandesi. Ad ogni modo solo tre dei quindici ufficiali al suo seguito si schierarono a favore di questa idea, mentre la maggioranza continuò a propendere per rimanere nel forte mantenendo intatta la propria truppa sino all'arrivo di ulteriori rinforzi da Goa. Si decise quindi di inviare Sebastião d'Orta, capitano del forte di Kalutara, a Colombo per negoziare i rinforzi e le munizioni, sfruttando l'oscurità che avrebbe coperto i suoi movimenti all'uscita dalla baia.
Col calar della notte, il bombardamento olandese aveva già apportato notevoli danni al bastione di Santiago. I colpi avevano penetrato la parte più debole delle mura (vicino all'entrata). I portoghesi, con l'aiuto di alcuni abitanti, iniziarono a riparare le fortificazioni. Tutte le palme attorno al forte vennero tagliate e poste presso le sezioni danneggiate del bastione di Santiago. Queste riparazioni vennero fatte sotto il costante fuoco nemico.

## L'assedio dal 10 al 12 marzo

### Il piano di difesa di Santa Cruz de Gale

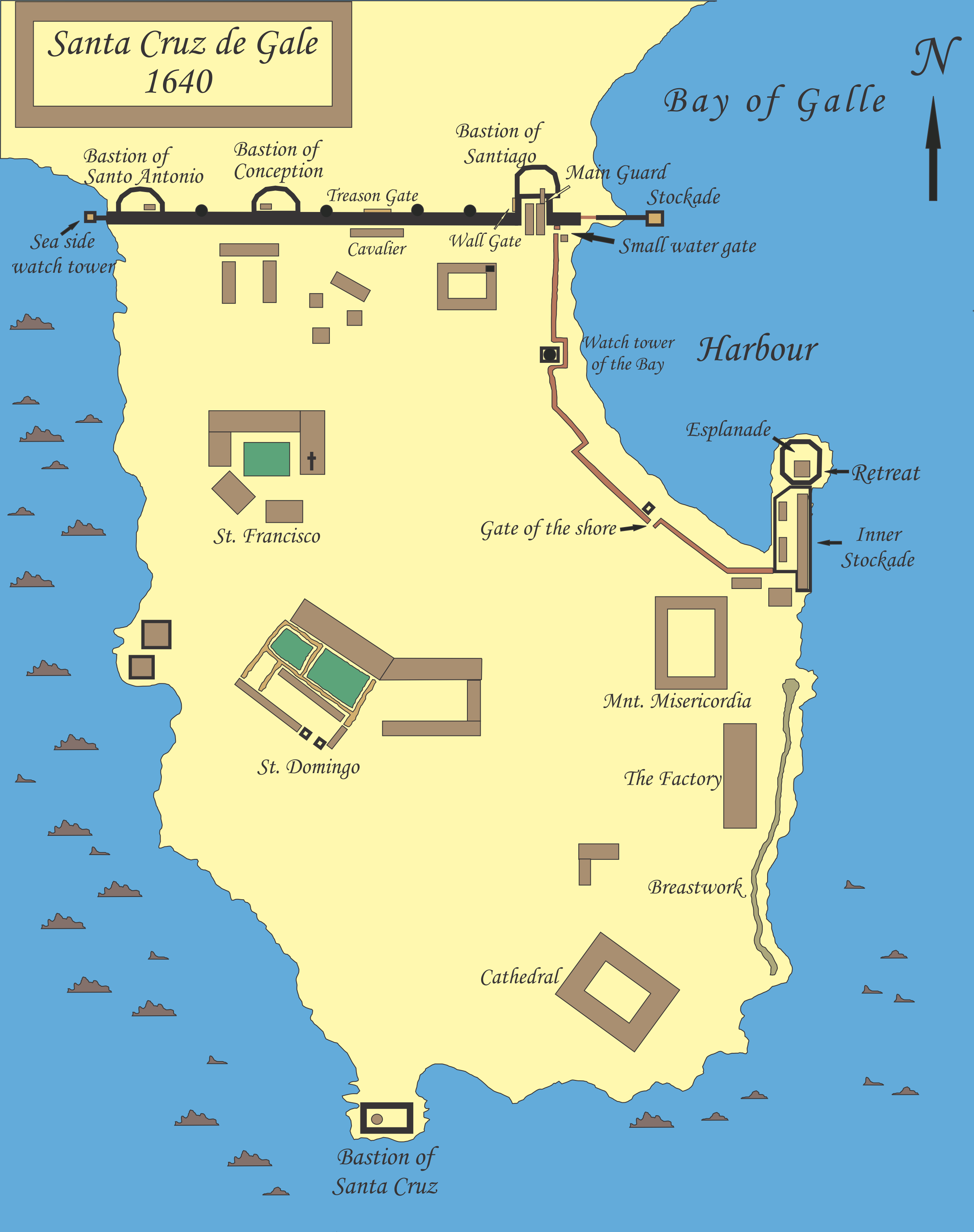
Mappa di Santa Cruz de Gale (1640)

I portoghesi riorganizzarono le loro difese col rimanente delle truppe regolari disponibili. Armarono tutti gli abitanti abili inclusi i giovani, i vecchi e persino gli ammalati, oltre a mercanti e visitatori occasionali, organizzandoli in gruppi di milizia. I casados ed i topasses vennero divisi in piccole squadre ed impiegati al fianco delle truppe regolari nel rafforzamento delle difese.
Le difese del bastione di Santo António vennero assegnate a 28 soldati al comando del capitano Bartolomeu d'Eça e 14 compagni sotto il capitano casado António Lourenço Forte. Il bastione di Conception venne assegnato ad una compagnia di 26 soldati al comando del capitano Francisco Gonçalves Velho ed un gruppo di 16 compagni sotto il comando del capitano Lourenço da Costa, casado. Il bastione di Santiago, dove ci si attendeva il grosso dell'attacco, ottenne l'assegnazione di una compagnia di 29 soldati al comando dell'alfiere maggiore Valentim Pinheiro e 16 compagni sotto il capitano casado Pedro Carvalho.
La torre d'avvistamento verso il mare venne occupata da 8 soldati e le quattro torri sulle mura ottennero quattro compagnie di soldati regolari con 21, 28, 27 e 26 soldati ciascuna. Nel centro venne montato un mortaio e un falconetto, gestiti da cinque cannonieri. La parte di barriere tra il bastione di Santo António e quello di Conception venne assegnata al Dissawe di Seven Korale ed ai suoi lascarini. Dal bastione di Conception a quello di Santiago, la difesa venne tenuta dal Dissawe di Matara e dai suoi lascarini. Presso la base del bastione di Santiago si trovavano due unità di arcieri kaffir (in totale 80) come forze di riserva.
Per difendersi da eventuali sbarchi sulla baia, 25 soldati si trovavano sulla torre di guardia presso tale posizione. La parte interna del forte era difesa da 27 soldati, 6 compagni e diversi lascarini del Dissawe di Four Korale. Un gruppo di miliziani aveva trovato posto ai piedi della ritirata, tra le rocce. Questi erano armati con moschetti su supporti fissi. La ritirata aveva una guarnigione di 16 compagni a guardia delle riserve di polvere da sparo. I pezzi d'artiglieria erano 12 gestiti da cannonieri al comando di Manuel de Fonseca Moniz.
Il bastione di Santa Cruz era difeso da una compagna di 24 soldati e dal resto dei moschettieri canaresi sotto la guida del loro capo, Rana. Da qui il lato occidentale era difeso dal nuovo Dissawe di Sabaragamuwa, Afonso Carvalho, e dai suoi lascarini. Questi erano supportati da altri 12 compagni con moschetti su supporti fissi.

### Il bombardamento del forte
Il 10 marzo, gli olandesi posizionarono i loro mortai ed iniziarono a bombardare il villaggio con granate da 27 chilogrammi ciascuna. Questo bombardamento ed il fuoco sprigionato dallo stesso, danneggiarono parte del villaggio attorno al forte e distrussero la casa di Lopo da Gama, una delle migliori zone della città. Il morale dei difensori portoghesi era a terra per non aver ricevuto ancora rinforzi.
Durante la notte, i portoghesi si concentrarono nelle riparazioni dei bastioni di Conception e Santiago, sempre utilizzando tronchi di palma. Nel frattempo, un corpo di spedizione olandese si infiltrò ed attaccò il bastione di Santiago e gli uomini assegnati alle riparazioni dello stesso. Gli olandesi, ad ogni modo, vennero costretti a ritirarsi per la carica delle guardie portoghesi della posizione.
L'11 marzo, il comando olandese era trepidante per la mancanza di uomini. Sebbene il Dissawe di Matara fosse giunto, le sue unità erano ancora arretrate a 6 km ad est. In quel giorno, gran parte dei rinforzi olandesi composti da tre navi (Haarlem, Middelburgh e Breda) giunsero da Goa con 350 soldati e 50 marinai come rinforzi. Questi vennero sbarcati immediatamente ed venne loro ordinato di prendere il posto delle altre truppe sul campo.

### L'ordine "senza pietà"
Dal 12 marzo, il bombardamento olandese aveva indebolito considerevolmente il bastione di Santiago, convincendo il comandante olandese che l'assalto a Santa Cruz de Gale fosse ora possibile. Lo stesso giorno, a mezzogiorno, un messaggero olandese giunse al bastione di Santiago con la bandiera bianca e un tamburino. Questi era accompagnato da João Festa, già capitano portoghese del forte di Batecaloa. Ad ogni modo si ebbe un problema diplomatico che fece allontanare gli uomini ed i portoghesi si attrezzarono con una politica "senza pietà".
Il consiglio di guerra olandese che si tenne in quello stesso giorno a bordo dell'ammiraglia Utrecht vide, con una mossa controversa, il commodoro Willem Coster proporre di attaccare il forte all'alba del 13 marzo senza attendere l'arrivo dei rinforzi dal regno di Kandy come promesso. Secondo gli accordi presi con il kandyano Mudalis, le forze erano attese per il giorno 13, la sera. L'ordine originale firmato dallo stesso Coster, riportava le ragioni di questo attacco improvviso e della necessità che lo guidava:

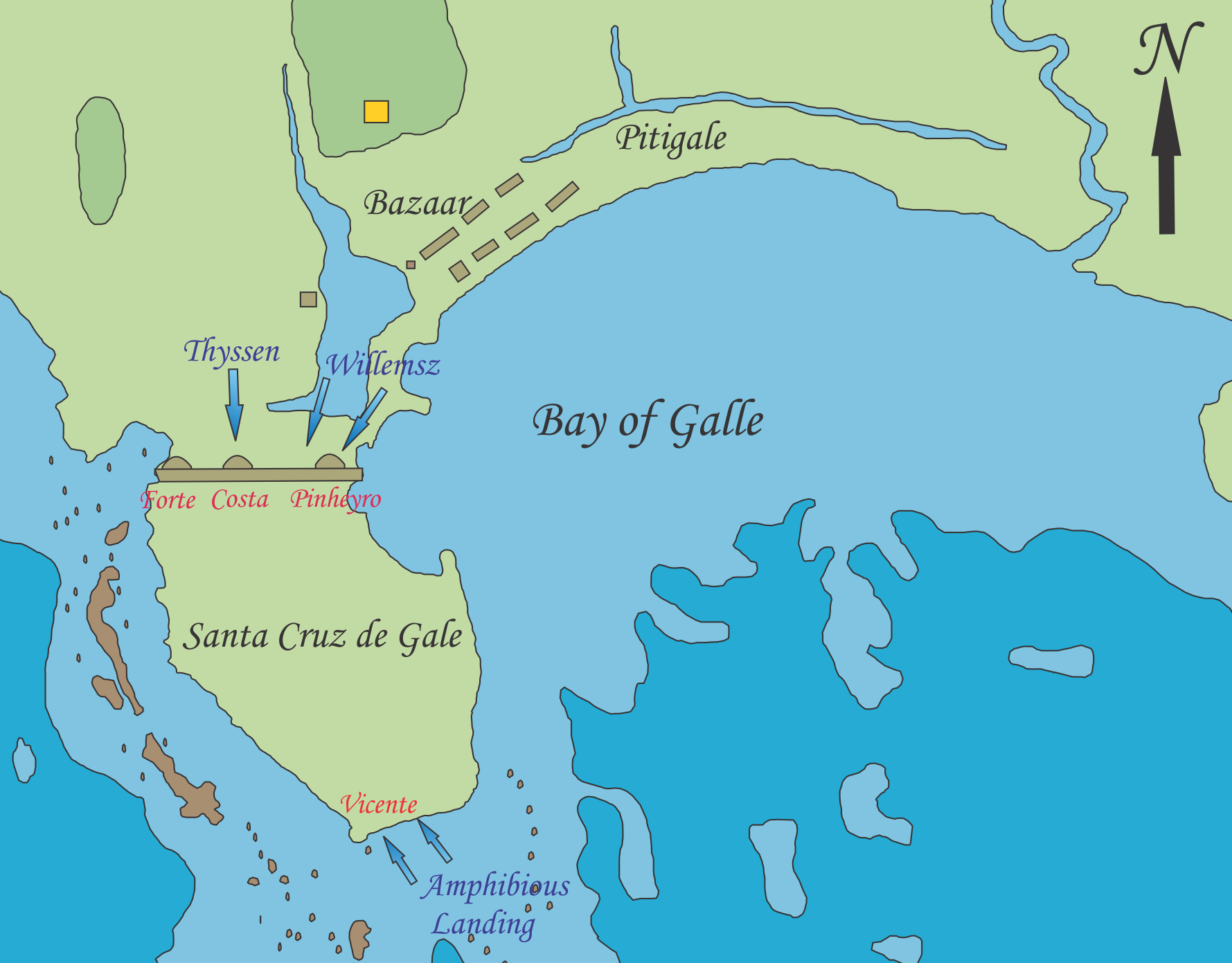
Il piano d'attacco degli olandesi. Venne pensato un attacco anfibio da sud come diversivo per l'assalto principale alle mura del forte.

L'esercito olandese venne diviso in quattro gruppi. Il primo gruppo, l'avanguardia, guidato dal Commisaris Jan Thysen, avrebbe dovuto attaccare il bastione di Conception. Il centro, comandato da Minne Williemsz Caertekoe, avrebbe dovuto attaccare il bastione di Santiago e le mura tra quello di Conception e quello di Santiago. La retroguardia, comandata dall'Opperkoopmen Simon de Wit, avrebbe dovuto seguire gli altri. Tutto il resto delle truppe, compresi carpentieri, truppe di supporto e due gruppi di kandyani che sarebbero nel frattempo giunti, avrebbero costituito le truppe di riserva ed avrebbero occupato e mantenuto l'altopiano dove si sarebbe trovata piazzata l'artiglieria. Questi sarebbero stati comandati da Fiscal Gerard Herbers, ex comandante olandese del forte di Trincomalee.
La mattina del 13 marzo, all'inizio dell'alba, i portoghesi osservarono che le lance olandesi si stavano dirigendo contro il forte. Nel contempo le spie dei portoghesi riportarono al comando che gli olandesi stavano muovendosi sempre più freneticamente nel loro accampamento. Lourenço Ferreira de Brito, realizzando che gli olandesi si trovavano sul punto di incominciare un attacco, fece suonare l'allarme generale.

## Gli olandesi attaccano il forte

### La battaglia delle fortificazioni

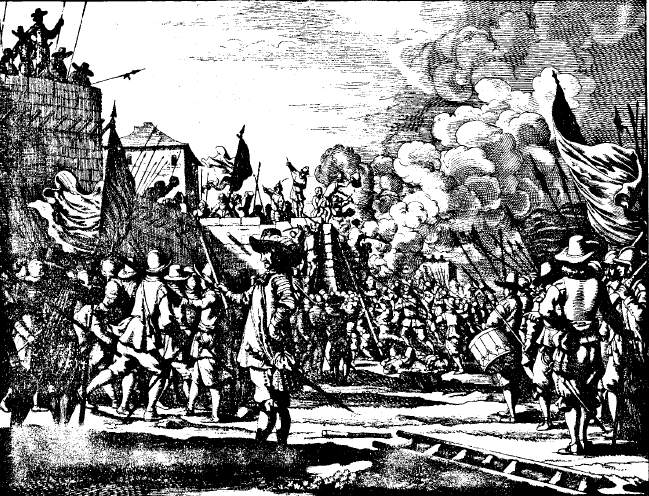
La presa del forte di Galle da parte degli olandesi, di Phillipus Baldaeus (1672).

Gli olandesi iniziarono il loro attacco con un assalto anfibio al bastione di Santa Cruz utilizzando lance e scialuppe per sbarcare le loro truppe. Il capitano del forte, Lourenço Ferreira, realizzò dopo che questo era solo un attacco diversivo e senza destinare ulteriori truppe all'assalto, chiese alle sue unità di difendere l'intera area comunque. Col progredire dell'attacco anfibio, l'avanguardia olandese e il centro segnarono l'inizio di una battaglia per le fortificazioni.
Un totale di 1100 soldati europei e 300 bandanesi costituirono la prima ondata d'attacco che si fiondò contro il bastione di Santiago con 500 di queste truppe. La carica proseguiva al grido di "Conquista o morte!". La guarnigione portoghese aprì il fuoco con l'artiglieria, seguita da una sequela di cannoni contro le posizioni degli olandesi. Il mortaio era gestito da un gruppo di casados guidati da Bernardo Gonçalves, ma al secondo tiro il mortaio esplose portando con sé parte delle mura (le truppe olandesi successivamente utilizzarono questo crollo per assalire il bastione). Ben presto gli olandesi iniziarono a scalare le mura e i portoghesi gettarono su di loro ogni sorta di arma incendiaria. Lourenço Ferreira, dopo essersi assicurato che l'attacco non sarebbe venuto dal porto, spostò degli uomini da dalla baia alle mura, rafforzando le difese. Mentre gli olandesi concentravano il loro attacco sui bastione di Conception e Santiago, i portoghesi dal bastione di Santo António aprirono il fuoco sulle truppe olandesi che stavano scalando il bastione di Conception, con artiglieria e moschetti. Molti olandesi vennero uccisi e alcuni si gettarono in mare. Il comandante dell'avanguardia olandese, il Commisaris Jan Thysen, scriverà in seguito "all'inizio della conquista, la vittoria sembrava dubbia per la potete resistenza offerta da quanti si trovavano all'interno della città".
I portoghesi riuscirono di respingere gli attacchi olandesi in due occasioni, ma al terzo tentativo gli olandesi riuscirono ad avere la meglio. Questi ultimi concentrarono i loro attacchi sul bastione di Santiago che disponeva di una piccola terrazza. Lanciarono diverse frecce infuocate e granate per colpire i depositi di polvere da sparo nel bastione. Gran parte dei difensori portoghesi dovettero ritirarsi feriti. Un sergente maggiore portoghese invitò il Dissaw di Matara alla ritirata per serbare polvere da sparo, munizioni e uomini per la difesa del bastione di Santiago. Nel frattempo, il capitano Lourenço Ferreira tentò di rafforzare il bastione per ben due volte con le sue forze, ma il fuoco causato dai continui attacchi degli olandesi lo costrinse a ritirarsi in entrambe le occasioni. Nella terza occasione Lourenço Ferreira venne ferito da quattro colpi e cadde a terra con un braccio rotto e incapace di muoversi. Con la sua perdita, l'alfiere maggiore Valentim Pinheiro, poco più di un ragazzo, prese il comando delle operazioni, resistendo coi suoi uomini all'attacco degli olandesi. Quando i portoghesi fecero suonare la ritirata, gli olandesi entrarono infine nel bastione di Santiago. Gli olandesi ripresero rapidamente l'attacco e presero il controllo dell'artiglieria portoghese sulla terrazza. Usandola, gli olandesi riuscirono a battere le ultime difese sulle mura.
Il Dissawe di Four Korale, António de Fonseca Pereira, che era stato chiamato all'interno delle mura del forte per rafforzarne le difese con le proprie truppe, oppose una strenua resistenza al nemico. Ad ogni modo i portoghesi dovettero ben presto rinunciare anche a questa posizione. Due ore dopo l'inizio dell'assalto, le truppe olandesi furono in grado di aprire il cancello della città e farvi entrare le truppe di riserva.

### La battaglia per il controllo della città
La devota moglie del capitano del forte di Galle, Lourenço Ferreira, era solita accompagnarlo durante le sue ispezioni alle truppe e gli si trovava vicino anche quando egli venne colpito. Quando un soldato olandese si avvicinò al comandante lusitano per infliggergli il colpo di grazia, la donna gli si gettò sopra e lo implorò di ucciderla e risparmiare invece suo marito. Il capitano olandese, colpito dal gesto, decise di prenderli entrambi sotto la propria protezione. Secondo le fonti olandesi, una volta che il commodoro Coster seppe di questo gesto, decise di ritirare la strategia "senza pietà" adottata sino a quel momento e ordinò ai suoi uomini di risparmiare quanti avevano cercato rifugio nelle case e nelle chiese della città.
Nel frattemp, le unità dell'Opperkoopmen Simon de Wit entrarono in città e formarono due squadroni. Il primo squadrone avanzò parallelo alle mura mentre il secondo, al comando del capitano maggiore Adrian Cornelio, avanzò verso il monastero della Misericórdia. Il primo squadrone si scontrò con dei soldati portoghesi che stavano abbandonando il bastione di Conception dopo che i loro comandanti erano stati uccisi dal fuoco d'artiglieria nemico. Dopo un pesante scontro alla base del bastione, i portoghesi vennero vinti e gli olandesi riuscirono a conquistare anche quel bastione. Avanzarono quindi verso il bastione di Santo António dove la maggior parte dei soldati portoghesi erano intrappolati all'interno. Realizzando come i portoghesi fossero comunque determinati a combattere sino alla fine, gli olandesi pensarono di inviare la moglie del capitano António Lourenço Forte affinché persuadesse i difensori ad evitare un inutile spargimento di sangue, ma questa si rifiutò. Gli olandesi iniziarono quindi ad assaltare il bastione e Francisco da Silva, Dissawe di Seven Korale, rimase ucciso ai piedi della fortificazione. Anche se molti soldati olandesi vennero uccisi dal fuoco di un falconetto, gli olandesi dovettero lottare per ottenerne il pieno controllo, uccidendo tutti i difensori inclusi i capitani Lourenço Forte e Bartolomeu d'Eça.
Francisco Antunes, Dissawe di Matara, che stava tornando con delle scorte di munizioni, trovò il secondo squadrone olandese nei pressi del monastero della Misericórdia. Coi moschettieri canaresi che si stavano portando a rafforzare le difese del bastione di Santiago, egli tentò di organizzare un contrattacco, ma i suoi uomini erano spaventati dal fuoco proveniente dai bastioni. Francisco Antunes si separò dai suoi e cercò di portarsi verso il bastione di Conception, ma quando seppe che anche questo era stato conquistato diede l'ordine della ritirata, scendendo dalla scarpata rocciosa deitro la fortezza.

### La resa
Dopo essersi assicurati il controllo del monastero della Misericórdia, le truppe olandesi guidate dal capitano maggiore Adrian Cornelio attaccarono Santo Domingo, occupato da truppe portoghesi e dai kaffir che si erano ritirati dalle mura, guidati dal Dissawe di Korale. Dopo un breve resistenza, questi abbandonarono la chiesa e si ritirarono verso la ritirata del forte. I 60 uomini decisero quindi di arrendersi al nemico, realizzando la futilità di un versamento di sangue inutile.
Nel frattempo, bande di olandesi si misero a pattugliare la città per eliminare ogni portoghese armato che avessero trovato. Malgrado il ritiro dell'ordine "senza pietà", i portoghesi accusarono poi gli olandesi di aver ucciso in questa fase degli scontri decine e decine di portoghesi a sangue freddo, persino i malati nei loro letti. Le truppe kandyane giunsero in quel momento e si unirono agli scontri, cercando di catturare quanti più nemici possibili. Diverse donne nobili portoghesi risultarono tra i caduti della giornata, tra cui Tomázia Coutinho e Joana do Couto. Lo scrittore portoghese Fernão de Queiroz scrisse, “... tante donne uccise per le strade sotto la vista dei loro mariti, figli, fratelli o parenti, con giusto il tempo di affidare l'anima a Dio per poi venire private della vita, offrendo le loro gole..."
Dopo essersi assicuranti anche Santo Domingo, gli olandesi inviarono un distaccamento di uomini ad attaccare le forze olandesi che ancora difendevano la parte meridionale del forte. Queste truppe olandesi, al comando del capitano Vicente Mendes, si rifugiarono nel bastione di Santa Cruz. Pressate su più fronti e senza cannoni per difendere il bastione, si arresero poco dopo segnando la fine dello scontro per l'intera città. Alle 10:00 del 13 marzo 1640, gli olandesi avevano eliminato ogni sorta di resistenza ed avevano catturato il forte di Santa Cruz de Gale.

## Perdite
«Le strade erano piene di portoghesi e olandesi morti, molti morti per il fuoco, altri fatti a pezzi dai colpi di cannone, altri crivellati di colpi di moschetto; e i Caffir (kaffir) spesero tre giorni a seppellirli tutti, 10 o 12 per ogni fossa.»

— Fernão de Queiroz
I portoghesi persero quasi 1000 uomini nella battaglia, inclusi 9 capitani e 24 casados. Le perdite tra i lascarini, i moschettiri canaresi ed i kaffir non sono note. 700 tra uomini, donne, bambini e schiavi portoghesi vennero fatti prigionieri. Come da accordi, i lascarini ed i cingalesi catturati (1500 in tutto) vennero affidati in giudizio al re di Kandya. Ai kaffir ed i moschettieri canaresi venne invece offerta la possibilità di entrare a far parte dell'esercito olandese.
Le perdite per gli olandesi sono ancora oggi discusse dagli storici. Ufficialmente gli olandesi segnalarono 100 morti e 400 feriti senza dar conto delle perdite tra i badanesi ed i malaiani. I portoghesi stimarono le perdite degli olandesi in 450 morti (inclusi 15 capitani) e 500 feriti, con 700 morti tra i bandanesi ed i malaiani.
Diverse furono le donne mestiços presenti e molte erano vedove e pertanto i comandanti olandesi diedero il permesso ai loro uomini di sposarle "per prevenire future problematiche". Gli olandesi inviarono tutti i prigionieri portoghesi con 19 religiosi (tra cui padre Luís Pinto, superiore dei Gesuiti), a Batavia, a Malacca ed infine ad Achem. Tra questi vi era il capitano del forte, Lourenço Ferreira de Brito, che era ancora vivo malgrado le condizioni critiche in cui vessava e che venne curato dagli olandesi.

## Conseguenze
Il governatore António Mascarenhas, quando seppe che le truppe che si attendevano a Galle erano infine giunte sul sito con oltre un mese di ritardo, si infuriò e chiese ai comandanti di giustificare questa azione, ma questi si limitarono a dire di essersi imbattuti in una tempesta e di aver dovuto fermare il loro viaggio per riposo e riparazioni necessarie. La città di Colombo venne poco dopo rinforzata con altre truppe provenienti dal Bengala, da Tanquebar e da Negapatam. Con questi rinforzi, i portoghesi furono in grado di riconquistare Negombo l'8 novembre 1640. I portoghesi erano determinati a far pagare agli olandesi lo smacco subito al forte di Galle.
Gerard Herbers portò la notizia della conquista del forte a Batavia sulle navi Utrecht e Middelburg e la vittoria venne celebrata il 29 aprile 1640 con una messa solenne e una parata militare. Negli anni successivi, i portoghesi cercarono di minacciare più volte il forte di Galle ma senza riuscire a riconquistare l'area, addirittura con la via della corruzione del comandante. Infine, con la perdita di Colombo nel 1656 e di Jaffna nel 1658, il governo coloniale portoghese nello Sri Lanka poté dirsi terminato.

### Accuse di avvelenamento e maltrattamenti dei prigionieri
Dei 700 prigionieri portoghesi, molti morirono durante il viaggio verso Batavia e Malacca. In un solo vascello, i morti furono 180, mentre sulla nave Traver i morti furono 63. A bordo di un'altra nave che trasportava dei feriti portoghesi, i sopravvissuti furono soltanto tre alla fine del viaggio. Gran parte delle morti venne attribuito a diversi fattori come le ferite subite in battaglia, le malattie o il trauma di viaggiare da porto a porto tra Galle e Batavia. I portoghesi, ad ogni modo, accusarono gli olandesi di aver avvelenato alcuni prigionieri mischiando al loro riso del chunambo o altre sostanze dannose. Lo storico Paul E. Peiris, ad ogni modo, ha sfatato questo mito dichiarandolo un'"ossessione dei portoghesi nel voler vedere il veleno in ogni morte deplorevole".
Secondo lo storico Queiroz, anche dopo aver raggiunto Batavia e Malacca, i prigionieri continuarono ad essere maltrattati. Egli accusò gli olandesi di violare le norme comportamentali previste per i carcerati, incatenandoli e sottoponendoli al lavoro forzato, negando loro il privilegio del riscatto, proibendo loro i conforti religiosi, forzando orfani e vedove a prendere parte ai sermoni protestanti e non provvedendo cibo, vestiti e cure mediche adeguate. Egli così descrisse le condizioni di donne e bambini prigionieri degli olandesi:
Nel corso del primo anno, 25 donne, 35 bambini, 5 capitani e 95 soldati morirono in prigionia. Per i continui sforzi di padre Luís Pinto, del capitano Lourenço Ferreira de Brito e di altri, le condizioni dei prigionieri migliorarono un poco e dopo nove mesi gli olandesi si accordarono per rilasciarli in cambio di denaro. Gli olandesi, ad ogni modo, si rifiutarono di lasciar partire i prigionieri anche dopo il pagamento del riscatto. Queiroz disse che gli ufficiali olandesi della Zelanda si erano dimostrati i peggiori con i portoghesi, ma le accuse loro rivolte non erano degne "... di uomini d'onore e di buona natura [quali erano]."

### Conseguenze politiche e militari

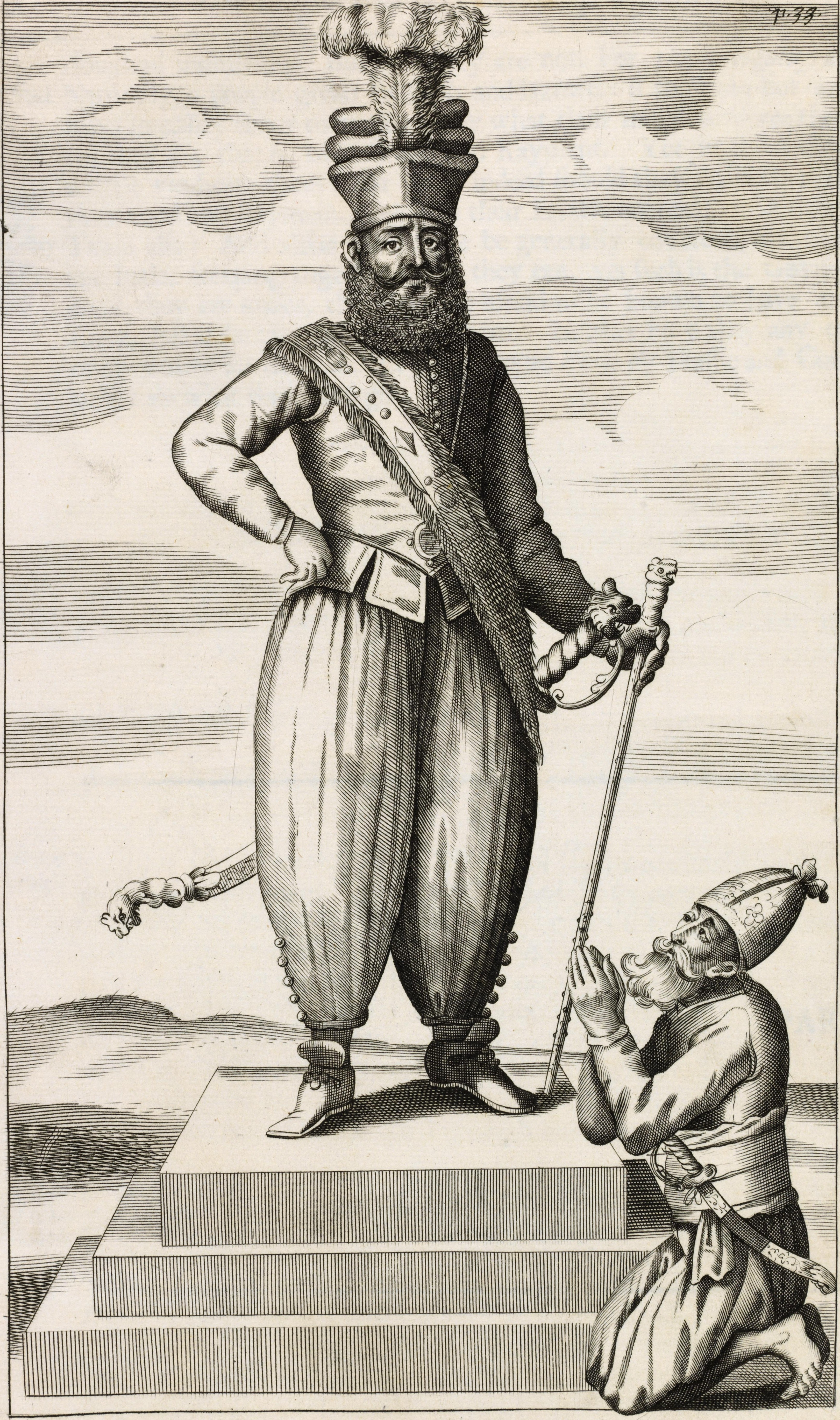
Rajasingha II, dal volume di Robert Knox dal titolo A Historical Relation of the Island Ceylon.

Dopo la battaglia, gli olandesi si assicurarono 22 000 balle di cannella e grossi quantitativi di noci di areca. Questi beni vennero condivisi col re Rajasinghe II di Kandy, ma questi non era ad ogni modo convinto della totale onestà degli ufficiali olandesi e riteneva che molti avessero commesso brogli sul quantitativo per arricchirsi personalmente. Egli ebbe da ridire anche sulla decisione presa da Costers di assaltare il forte prima dell'arrivo dei suoi uomini. Inoltre, la continua occupazione del forte da parte degli olandesi non fece altro che peggiorare le loro relazioni coi kandyani. Secondo il trattato di alleanza sottoscritto prima dell'assedio, infatti, un articolo precisava che "tutti i forti catturati ai portoghesi dovranno essere riforniti di guarnigione dagli olandesi, se il re lo desiderasse...". Questa particolare clausola al condizionale appariva solo sulla copia del re, ed era stata deliberatamente rimossa dalla copia nelle mani degli olandesi. Questo portò alla fine dell'alleanza, ma entrambe le parti continuarono formalmente a rimanere alleate sino al 1656. Dal 1658 gli olandesi occupavano ancora parte dei forti della costa orientale, mentre Kandy aveva espanso i propri domini annettendo i principati di Kotte, Seven Korale, Three Korale, Four Korale, Bulatgama e Sabaragamuwa.
Galle fu la più grande e la più importante delle conquiste fatte dagli olandesi all'epoca. Il controllo del forte fornì inoltre agli olandesi grossi quantitativi di cannella che portarono nelle casse della repubblica notevoli somme di denaro. La conquista del forte fornì inoltre un grande porto che venne poi utilizzato più volte come base navale per bloccare Goa e attaccare altre fortezze portoghesi nell'India meridionale. Per questi motivi gli olandesi fecero di Galle il loro quartier generale e tale rimase sino alla conquista di Colombo nel 1656. Gli olandesi rinominarono il forte Point de Galle (o Puntegale) e nel 1667 rimpiazzarono gli ormai vecchi bastioni portoghesi con nuove difese in pietra.

## Concezione popolare

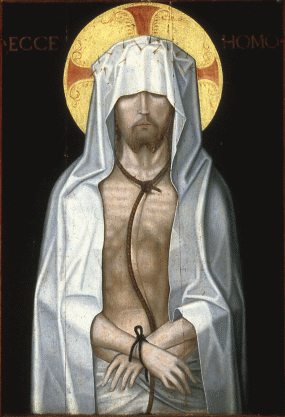
Un Ecce Homo portoghese del XVI secolo.

Già prima dell'assedio, una figura si aggirava tra le vie di Galle gridando strali d'avvertimento contro la popolazione. Lo scrittore portoghese Queiroz vide questo fatto come un avvertimento divino nei confronti dei cittadini di Galle.
Il giorno in cui il forte di Galle venne catturato, il gesuita e profeta Pedro de Basto residente a Kochi, ebbe la visione di Gesù Cristo come Ecce Homo che Queiroz interpretò come il risultato della battaglia. Questi scrisse, "comunque la si voglia considerare, il sangue versato [a Galle], lo stato di scoraggiamento di Ceylon o l'onore macchiato dei portoghesi o ancora la reputazione compromessa nei domini orientali dei lusitani, lo scettro e la corona di Ceylon si tramutarono in uno scherzo del destino, e in un crollo della fede che, persino eretici ed infedeli, non poterono trovare figura migliore che rappresentasse quel momento storico o fosse più appropriata dell'Ecce Homo..." Egli aggiunse anche "...Le ferite inflitte a Lui [Gesù] non furono meno della nostra punizione, dal momento che Egli non poteva fallire nel darci, nella Sua eterna compassione, una punizione più giusta che ci affliggesse e che Lo rappresentasse tramite le nostre sofferenze."
António Jorge, il capitano portoghese incaricato del controllo del cancello principale della fortezza attraverso il quale riuscirono a passare gli infiltrati olandesi, subì la corte marziale venendo privato del rango e condannato a passare per le bacchette come segno di umiliazione militare, subendo un destino che molti paragonarono appunto a quello del Cristo sofferente per peccati non commessi direttamente da lui.